# Abenteuerpädagogik
Abenteuerpädagogik nutzt wie die Erlebnispädagogik Gruppen-Erfahrungen vornehmlich in der Natur (Wald, Gebirge, See), um die Persönlichkeit und soziale Kompetenzen zu entwickeln. Hauptelement ist das Abenteuer, eine risikoreiche Unternehmung oder ein Erlebnis, das sich deutlich vom Alltag unterscheidet. Es geht um das Verlassen des gewohnten Umfeldes und des sozialen Netzwerkes, um etwas mit Wagnis Verbundenes zu unternehmen, bei dem der Ausgang ungewiss, aber mit Verantwortungsbewusstsein vertretbar ist.

## Zielsetzung und Sinngebung
Abenteuerpädagogik hat keinen Selbstzweck. Sie dient nicht der Unterhaltung, sondern versteht sich als methodische Maßnahme im Sinne der Wagniserziehung, d. h. der Befähigung zu einer selbstbestimmten Lebenseinstellung und Lebensführung.
Ziel ist die Bildung der individualen und sozialen Persönlichkeit über die Herausforderung durch Abenteuer, also die Bewältigung von unsicheren, auch gefahrvollen Situationen. Dabei soll erreicht werden, die jeweiligen physischen, emotionalen und mentalen Grenzen kennenzulernen und an den gestellten Aufgaben zu wachsen. Es geht um das Wecken und Ausleben dieses bei den meisten Kindern und Jugendlichen bereits unterschwellig vorhandenen Bedürfnisses nach spannungsreichen Erlebnissen.

## Erziehungselemente
Was Abenteuer für die Beteiligten so spannend macht, ist die Begegnung mit Angst, Mut, Risiko und Wagnis, - als Einzelperson und in der Gruppe.
Die Abenteuerpädagogik stellt vor Herausforderungen, die als Risiko erlebt werden. Die Teilnehmer reagieren mit Angst und gleichzeitiger Neugier. Entscheidend ist der Umgang mit dem Gefühlszwiespalt, die Bündelung des Mutes, die Überwindung der Angst, das Wagnis. Ziel ist die Vermittlung von Erfahrungen und das Lernen, dass es lohnt, Neues zu wagen.
Welche Situation für einen bestimmten Menschen als Herausforderung wirkt, ist abhängig von seiner Lebenserfahrung und den aktuellen Umständen. Für ein kleines Kind kann das Streicheln eines Hundes gefährlich erscheinen, ein Dompteur streichelt auch seine Tiger. Ein 20 cm breites Brett zu überqueren ist nicht schwierig. Wenn es aber links und rechts steil hinuntergeht und man nicht schwindelfrei ist, dann schon. Ein paar Sätze sprechen kann jeder, vor einem großen Publikum kann das aber schwierig sein.
Die methodische Herausforderung an den Abenteuerpädagogen ist es, für jeden Teilnehmer und für die Gruppe als Ganzes Herausforderungen anzubieten, die ein Wagnis sind, die Angst und Mut aktivieren und die gerade noch erfolgreich gemeistert werden können. Dabei muss jeder für sich das richtige Maß des Risikoeinsatzes finden. Das gekonnte Abwägen in Richtung einer persönlichen Sinnfindung fällt niemandem zu. Es muss in kleinen Schritten, z. B. über Mutproben, erlernt werden.

## Formen
Jedes verantwortungsbewusst ausgerichtete, sinnvolle Wagnis kann für die Abenteuerpädagogik genutzt werden. Verbreitet sind Aufgaben in der Dunkelheit oder mit verbundenen Augen, Herausforderungen, die den Einzelnen auf sich allein stellen, körperliche Anstrengung an der Leistungsgrenze, ungewohntes Verhalten in der Gruppe oder Öffentlichkeit. Dazu finden vorrangig Natursport-arten wie Klettern oder Segeln, Überlebenstraining in der Natur, Höhlenwandern, Riverrafting und andere anspruchsvolle Unternehmungen Anwendung. Zunehmend werden auch soziale Herausforderungen genutzt, beispielsweise eine Rede oder ein Stegreiftheater in der Fußgängerzone zu halten oder die Aufgabe, fremde Menschen zu etwas zu bewegen, das sie sonst nie tun.

## Institutionen
Die in den 1960/70er Jahren entstandenen Abenteuerspielplätze haben
dem gesellschaftlich vernachlässigten Bedürfnis nach Abenteuergelegenheiten Rechnung getragen und den Kindern Räume für spannendes Tun in der unmittelbaren Lebensumwelt reserviert. Kletterhallen, Hochseilgärten und Skatingplätze leisten Ähnliches für die Jugendlichen.
In den Erziehungskonzepten der Pfadfinderbewegung, der Outward-Bound-Schulen von Kurt Hahn oder der Alpenvereinsarbeit hat die Abenteuerpädagogik einen festen Platz gefunden.
Auch in den Allgemeinbildenden Schulen, in der freien Jugendarbeit und in Trainingsseminaren für Führungskräfte der Wirtschaft werden zunehmend abenteuerpädagogische Elemente umgesetzt.

## Gesellschaftliche Bedeutung und Krise
Wie die Fülle an Abenteuerangeboten aller Art und das Aufkommen immer neuer wagnishaltiger Sportarten (Parkour, Tricking, Gleitschirmakrobatik etc.) und Unternehmungen (Abenteuerreisen, Wildnistrekking, Haitauchen etc.) zeigen, ist der Wunsch nach spannungsreichem Erleben auch in unserer weithin im Sicherheitsdenken erstarrenden Gesellschaft ungebrochen. Gesellschaftskritische Wissenschaftler weisen jedoch auf kontraproduktive gegenläufige Entwicklungstendenzen hin, die sich als Reaktion auf allzu rigide gesellschaftliche Sicherheitsvorgaben bereits eingestellt haben.
So nennt der Psychologe und Wagnisforscher Siegbert A. Warwitz eine Reihe von Indizien für eine abnehmende Bereitschaft und Fähigkeit zum selbstverantworteten Wagnis in den westlichen Gesellschaften:
- Ethische Orientierungslosigkeit bei materiellem Gewinnstreben und mangelhafter Risikokompetenz  (Bankenkrise/Managerkrise)
- Abgleiten des Risikobedürfnisses in destruktive Mutproben (S-Bahn-Surfen, Balconing, Kaufhausdiebstahl etc.)
- Dominanz von Angst vor den Gefahren über die Wahrnehmung der Chancen mutiger Entscheidungen
- Verbannung des Abenteuers aus der Lebensumwelt in künstlich geschaffene, meist kommerziell betriebene Reservate (Hochseilgärten, Kletterhallen, Vergnügungsparks etc.)
- Gesellschaftlich verordnete Fremdverantwortung bei gefahrenträchtigen Situationen und Angeboten (TÜV-überwachte Abenteuerspielplätze, Gefährdungshaftung, Veranstalterhaftung etc.)
- Favorisierung spektakulärer, aber fremdverantworteter Abenteuerangebote gegenüber weniger aufsehenerregenden, aber selbst gestalteten und in ihren Konsequenzen ausgetragenen Unternehmungen.

Er weist darauf hin, dass nicht das abgesicherte Pseudoabenteuer und der mit ihm meist verbundene kurzzeitige Kick, sondern nur das ethischen Grundsätzen folgende, selbst verantwortete, in seinen Konsequenzen bewusst ausgetragene Abenteuer von pädagogischem Wert ist.
Auch der linksliberale Journalist und Philosoph Richard D. Precht konstatiert ein Versinken des westlichen Wohlstandsbürgers in Sicherheitsdenken und Streben nach Bestandswahrung des einmal Erreichten. Auf dem Bergsteigerkongress 2013 in Brixen forderte er entsprechend ein Ausbrechen aus der Erstarrung und einen Aufbruch in Richtung einer mutigen Weiterentwicklung der persönlichen und sozialen Lebensumstände über mehr Wagnisbereitschaft. Diese Aufforderung schließt sich tendenziell dem viel zitierten, aber folgenlos gebliebenen Aufruf des siebten deutschen Bundespräsidenten Roman Herzog an, der in seiner berühmten Berliner Rede vom 26. April 1997 von einem „Ruck“ gesprochen hat, der durch die Gesellschaft gehen und sie zu innovativem Handeln aufrütteln müsse. Sein Amtsnachfolger Horst Köhler kommentierte die stagnierende gesellschaftliche Situation in Deutschland entsprechend ironisch am 23. Mai 2004: „Warum bekommen wir den Ruck noch immer nicht hin? Weil wir alle noch immer darauf warten, dass er passiert!“ Krisenzeiten werden von Wissenschaftlern als zwar nicht wünschenswerte, oft aber psychologisch  notwendige Impulsgeber gesehen, in der Gesellschaft einen überfälligen Gesinnungswandel herbeizuführen, aus einer Reformmüdigkeit herauszukommen und einen Neuanfang zu wagen.
Die freiberufliche Erlebnispädagogik sieht dazu im außerschulischen, die Schulpädagogik im schulischen Bereich in einer professionell betriebenen frühzeitigen Wagniserziehung entscheidende Ansätze für eine Umorientierung der Gesellschaft, die aber von einer breiten Mehrheit der Bevölkerung gewollt und von den Entscheidungsträgern mutig vorangetrieben werden müsste.

## Einzelbelege
1. ↑  Siegbert A. Warwitz: Wachsen im Wagnis. Vom Beitrag zur eigenen Entwicklung. In: Sache-Wort-Zahl 93 (2008) 25–37
2. ↑  Martin Scholz: Erlebnis-Wagnis-Abenteuer. Sinnorientierungen im Sport. Hofmann, Schorndorf 2005
3. ↑  Siegbert A. Warwitz: Wie Kinder sich wagen, um Leben zu gewinnen. In: Ders.: Sinnsuche im Wagnis. Leben in wachsenden Ringen. Erklärungsversuche für grenzüberschreitendes Verhalten. 3., erweiterte Auflage. Verlag Schneider. Baltmannsweiler 2021. ISBN 978-3-8340-1620-1. S. 1–12
4. ↑  Nadine Stumpf: Abenteuer im Schulsport. Was Kinder sich wünschen und wie man diese Wünsche realisieren kann. Wissenschaftliche Examensarbeit GHS. Karlsruhe 2001.
5. ↑  Siegbert A. Warwitz: Die Reifeprüfung, In: Freemen’s World, Abenteuermagazin, Hamburg 4(2015) Seiten 101 ff.
6. ↑  Siegbert A. Warwitz: Sinnsuche im Wagnis. Leben in wachsenden Ringen. Erklärungsmodelle für grenzüberschreitendes Verhalten. 3. Auflage. Verlag Schneider. Baltmannsweiler 2021. ISBN 978-3-8340-1620-1.
7. ↑  Siegbert A. Warwitz: Lohnt sich Wagnis - Oder lassen wir uns lieber be-abenteuern? In: Magazin OutdoorWelten 1. 2014. Seiten 68 ff.
8. ↑  Bericht in: Magazin OutdoorWelten 1(2014) Seite 130
9. ↑  Siegbert A. Warwitz: Das kreative Moment des Wagens.  In: Staatstheater Hannover (Hrsg.): Risiko – Magazin über die Lust und die Gefahr des Wagnisses.  Heft 2. Hannover 2021. S. 13ff.
10. ↑  John C. Miles, Simon Priest: Adventure Education. Pennsylvania 1990.
11. ↑  Judith Völler: Abenteuer, Wagnis und Risiko im Sport der Grundschule. Erlebnispädagogische Aspekte. Wissenschaftliche Examensarbeit GHS. Karlsruhe 1997.